# Goniothalamus thomsonii
Goniothalamus thomsonii Thwaites – gatunek rośliny z rodziny flaszowcowatych (Annonaceae Juss.). Występuje endemicznie na Sri Lance. 

## Morfologia
PokrójZimozielony krzew dorastający do 0,5–1 m wysokości.
LiścieMają odwrotnie jajowaty kształt. Mierzą 8–19 cm długości oraz 4–8 cm szerokości. Są prawie skórzaste. Nasada liścia jest ostrokątna. Blaszka liściowa jest o ogoniasto spiczastym wierzchołku. Ogonek liściowy jest nagi i dorasta do 5–10 mm długości.
KwiatySą pojedyncze lub zebrane w pęczki, rozwijają się na pniach i gałęziach (kaulifloria). Działki kielicha mają owalny kształt z zaostrzonym wierzchołkiem, dorastają do 12 mm długości. Płatki mają zielonkawą barwę i osiągają do 8–35 mm długości.

## Biologia i ekologia
Rośnie w wilgotnych wiecznie zielonych lasach, na terenach nizinnych.